# Stenomeris
Stenomeris es un género de plantas con flores de la familia Dioscoreaceae.  Comprende 5 especies descritas y de estas, solo 2 aceptadas.

## Taxonomía
El género fue descrito por Jules Emile Planchon y publicado en Annales des Sciences Naturelles; Botanique, sér. 3 18: 319. 1852[1853]. La especie tipo es: Stenomeris dioscoreifolia Planch.	

## Especies aceptadas
A continuación se brinda un listado de las especies del género Stenomeris aceptadas hasta febrero de 2014, ordenadas alfabéticamente. Para cada una se indica el nombre binomial seguido del autor, abreviado según las convenciones y usos.
- Stenomeris borneensis Oliv.
- Stenomeris dioscoreifolia Planch.